# Gaspard N'Gouete
Gaspard N'Gouete est un footballeur congolais né le 23 janvier 1956 à Brazzaville (République du Congo). Il a joué comme avant-centre à Bastia et Nîmes dans les années 1980.

## Carrière de joueur
- avant 1981 : CARA Brazzaville  République du Congo
- 1981-1985 : Stade français  France
- 1985-1986 : ECAC Chaumont  France
- 1986-1987 : SC Bastia  France
- 1987-1988 : Nîmes Olympique  France
- 1988-1989 : FC Bourges  France

## Palmarès
- International congolais
- Meilleur buteur du Championnat de France D2 (gr. B) en 1987 (21 buts) avec le SC Bastia